# Silvana Fantini
Silvana Fantini (Milano, 28 settembre 1954) è una doppiatrice italiana.

## Biografia
Ha lavorato in molti doppiaggi. Anche come direttrice di doppiaggio. Sua è la voce di Ryan Tyler in Il piccolo panda.
Nel 1995 le è stato conferito il premio "Leggio d'oro direzione del doppiaggio".

## Doppiaggio

### Film
- Emma Samms in  Fuori di testa[2]
- Laraine Newman in Rusty, cagnolino coraggioso[3]
- Lesley Ann Warren in Richie Rich e il desiderio di Natale[4]
- Margot Kidder in  Le due sorelle[5]
- J.C. Kenny in Prancer - Una renna per amico[6]
- Ryan Slater in Il piccolo panda[7]
- Eva Darlan in Finché nozze non ci separino[8]
- Chiqui Fernández in Pongo, il cane milionario[9]
- Jamie McEnnan in Il mio amico Munchie
- Teresa Rabal in Tin & Tina

### Serie televisive
- Hiroko Sakurai in Ultraman
- Carrie Crowley in Vikings: Valhalla

### Film d’animazione
- Yurika Misumaru in Mobile Battleship Nadesico - The Movie - Il principe delle tenebre[10]
- Mahiko Caroline Amano in Blood: The Last Vampire[11]
- la direttrice del museo ne Gli Abrafaxe e i pirati dei Caraibi[12]
- l’annunciatrice ne L'isola di Furby[13]
- Glacier ne Fullmetal Alchemist - The Movie: Il conquistatore di Shamballa[14]
- Aziz e Arianna Malikian in Iqbal - Bambini senza paura[15]
- Danielle l'arciere in Il volo dei draghi
- Vecchia Genkai in Yu Yu Hakusho - I guerrieri dell'inferno

### Telenovelas
- Lucélia Santos in Ciranda de pedra

### Serie animate
- Trisha Elric e Pride (2^ voce) in Fullmetal Alchemist: Brotherhood
- Theo ne Le storie di Anna[16]
- Zorin Blitz in Hellsing Ultimate
- Direttrice Gori in Aggretsuko
- Paninya e Gracia Huges in Fullmetal Alchemist
- Mikey Fuccons in The Fuccons
- Betty Brant in L'Uomo Ragno (2ª ediz.)
- Nonna in Ushio e Tora
- Shuu Akiba in Slow Step
- Rei Aoki in Il grande sogno di Maya
- Alvar in Ruy il piccolo Cid
- Jo in Piccole donne
- Jugarde in Barney Google
- Miss Vavoom in Droopy: Master Detective
- Mamma in Matti da legare
- Osusanna Iloveyou in Cocco Bill
- Marta in Il bosco dei perché
- La Mummia e Strega Miranda in Monster Hotel
- Luana in I Piramolli
- Sig.ra Pettygrou in I ragazzi del Mundial
- Miss Sadie Macbeth in INK Incredibili Agenti Sottobanco

### Videogiochi
- Mamma Mattoncelli e Pepe in Isola LEGO
- Maria Maddalena e Peste in Apocalypse[17]
- Apollonia Polonski in Fuzzy & Floppy - Il furto della Rotonda[18]
- Presidente degli Stati Uniti in Men in Black - The Series: Crashdown
- Alpha in A sangue freddo[19]
- Von in Galline in fuga - Chicken Run[20]
- Kiya e prostituta di Witchepal in MediEvil 2
- Kate Daniels in Shadow Ops: Red Mercury[21]
- Amelia Croft in Tomb Raider: Legend
- Tasha Denu in BioShock[22]
- Anya in Timesplitters future perfect[23]
- Stella e Gladys Sharp ne La gang del bosco[24]
- Isabella degli Abati in Dante's Inferno[25]
- Konoko in Oni
- Sarah in Petz Horse Club (2008)[26]
- Balia, infermiera Witless e Lizzie Liddel in Alice: Madness Returns[27]
- Minerva McGranitt in Harry Potter e la pietra filosofale[28], Harry Potter la camera dei segreti[29], Harry Potter e il prigioniero di Azkaban[30], Harry Potter e l'Ordine della Fenice[31], Harry Potter e il principe mezzosangue[32] e Harry Potter e i Doni della Morte - Parte 2[33]
- Lily Evans in Harry Potter e i Doni della Morte - Parte 2[33]
- Sue Bergman e Gwendolyne in Hollywood Monsters[34]
- Zia Dot in Halo: Reach[35]
- Fat Princess in PlayStation All-Stars Battle Royale
- Fata madrina in Shrek 2[36]
- Bessy Hartman in Koudelka
- La Maga in Spyro: Reignited Trilogy
- Sig.ra Puff in SpongeBob SquarePants: Battle for Bikini Bottom - Rehydrated
- Stellacometis e Frida Kalarir in Asterix & Obelix XXL 3: The Crystal Menhir[37]
- Computer, Gatta Nera e Silver Sable in Spider-Man: Amici o nemici[38]
- May Parker in Spider-Man 2[39]
- Calypso in Spider-Man 3[40]
- Silver Sable in Ultimate Spider-Man[41]
- Mamma e Vanilla Sunday in Ace Ventura[42]
- May Parker in The Amazing Spider-Man 2[43]
- Maestria e Cleopatra in Asterix e la sfida di Cesare[44]
- Amanti in Avatar[45]
- Madama Rana, Sorella Granchio e voce narrante in Le avventure di Pongo: Gli animali[46]
- Formica e voce narrante in Le avventure di Pongo - Gli insetti e le piante[47]
- Voce narrante/Speaker in Le avventure di Pongo - Il mondo perduto[48]
- Giovane e Voce narrante in Le avventure di Pongo - I misteri del corpo umano[49]
- Voce narrante/Speaker in Le avventure di Pongo - Ritorno al futuro[50]
- Bianca Castafiore in Le avventure di Tintin - Il segreto dell'Unicorno[51]
- May Lin e Hattie Gerst in BioShock Infinite[52]
- Madame Cassandra e Signora Santini in Black Dahlia[53]
- Crystal Steele, Rachael, Mama Isabella, Mia e Annunciatrice in Blade Runner[54]
- Agente Elyse Booth in Borderlands 2[55]
- Deirdre e Dottoressa Spara in Borderlands: The Pre-Sequel[56]
- Fanciulla di Roccia in Brave - Alla ricerca di Spirito Danzante[57]
- McGuire e Imelda Carchon (solo Director's Cut) in Broken Sword: Il segreto dei Templari[58]
- Concha Garcia, Rio e Mina Ketch in Broken Sword II: La profezia dei Maya[59]
- Annette Maxim, Pearl Anderson e Maria Marqués in Broken Sword 5: La maledizione del serpente[60]
- Aiuto da casa in Chi vuol essere milionario? - Seconda edizione[61]
- Carrie in Chrome[62]
- Suor Marguerite in Il codice da Vinci[63]
- Ballerina in Commandos: Strike Force[64]
- Cassidy Sharp in Darkwatch[65]
- Madre di Peter e Meryl Jefferson in Dead Rising 3[66]
- Myriam Jahzia la Mistica in Diablo III[67]
- Lilith in DmC Devil May Cry[68]
- Lady Elara, Voce Narrante e Computer Atreides in Dune 2000[69]
- Gormlaith Golden-Hilt in The Elder Scrolls V: Skyrim[70]
- Mei Chen, Samantha Twelvetrees e Anziano dell'Isola di Pasqua in L'enigma di Master Lu[71]
- Kalin e Mary Godwyn in Fable III[72]
- Kate Morrison, Kurt e Mary Kane in Fahrenheit[73]
- Mama Murphy, Darcy Pembroke e Sheng Kawolski in Fallout 4[74]
- Contadina, Mamma e Interrogatore #1 in The Feeble Files[75]
- Sarah Parker, Terradyne d'Artiglieria e Hoverdyne medio in Ground Control[76]
- Sarah Parker e Terradyne d'artiglieria in Ground Control: Dark Conspiracy[77]
- Madama Bumb, Katie Bell, Malcolm Preist e Heidi Mcavoy in Harry Potter e la Coppa del Mondo di Quidditch[78]
- Piccola esorcista in Hearthstone[79]
- Diana e Margaux Le Blanc in Hitman: Blood Money[80]
- Signora Gristle e Rupiah in Jack Keane: Al riscatto dell'Impero britannico[81]
- Michelle Visard e Lisa Long in The Journeyman Project 2 - Buried In Time[82]
- Immaculada Retinaldo in Just Cause[83]
- Nonnina bontà e Big Barda in LEGO DC Super-Villains[84]
- Maras, Duffy, Wilson in New World[85]
- Timue in Diablo IV[86]